# Hokrana, Aurad
Hokrana là một làng thuộc tehsil Aurad, huyện Bidar, bang Karnataka, Ấn Độ.